# NED座標
NED座標（NEDざひょう）とは、North-East-Down（北-東-下)の三方向を正とする三次元の座標系のこと。局地水平座標系とも呼ばれる。

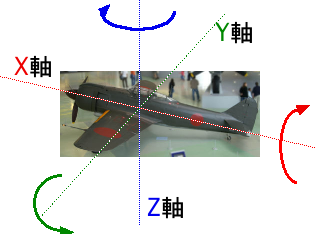

## 概要
例えば飛行機に乗っている時、目標物は観測者より下方向にある事が多い。そこで、観測の便宜上、原点より下方向（一般でいうz軸の負の方向）を正と定義することがある。Northの座標は{\displaystyle x}、Eastの座標は{\displaystyle y}、そしてDownの座標は{\displaystyle z}と決められている。